# Huismes
Huismes – miejscowość i gmina we Francji, w Regionie Centralnym, w departamencie Indre i Loara.
Według danych na rok 1990 gminę zamieszkiwało 1397 osób, a gęstość zaludnienia wynosiła 59 osób/km² (wśród 1842 gmin Regionu Centralnego Huismes plasuje się na 284. miejscu pod względem liczby ludności, natomiast pod względem powierzchni na miejscu 538.).